# Малий ратний острів

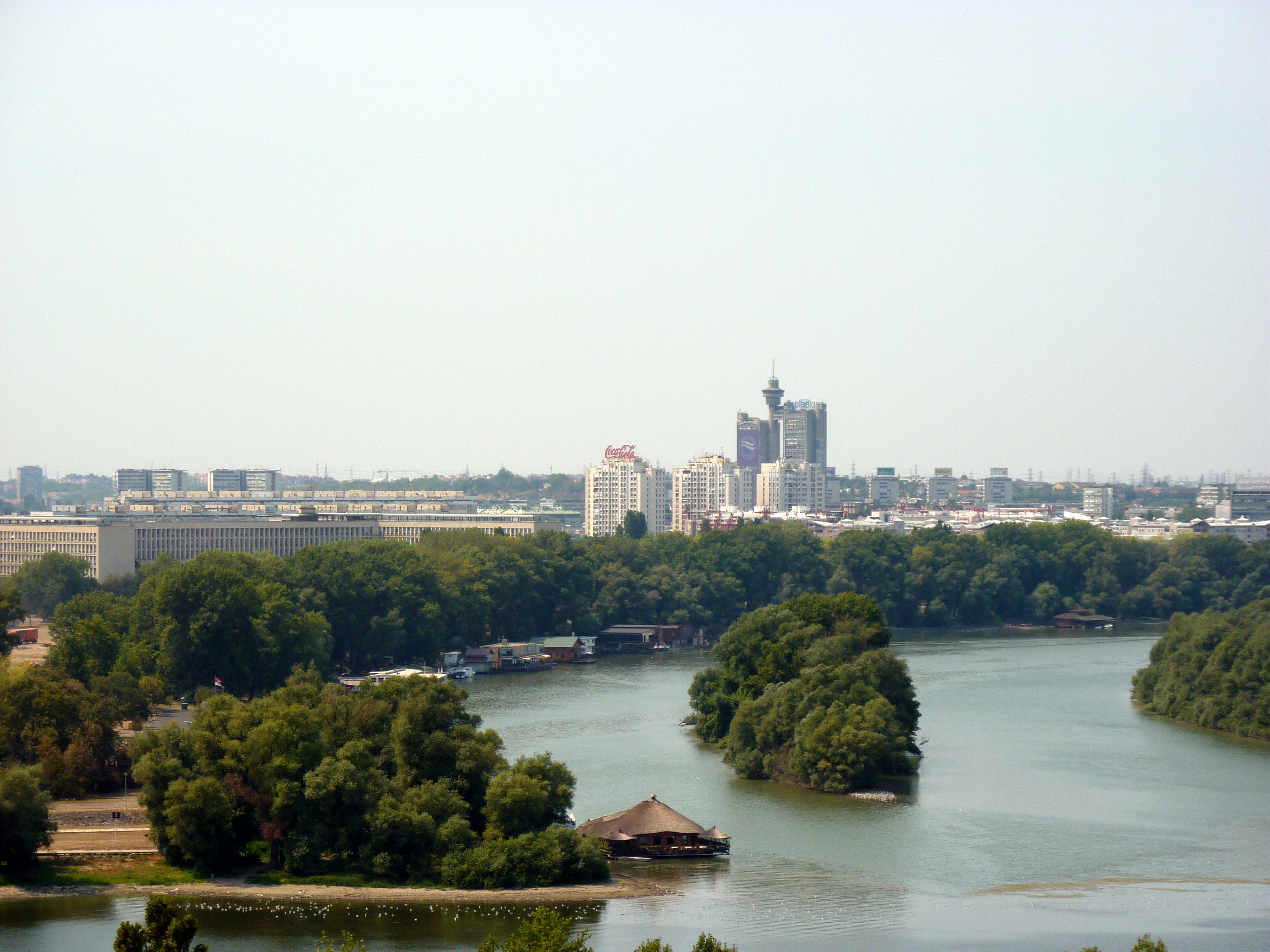
Малий ратний острів

Малий ратний острів (серб. Мало ратно острво, також Коњско острво — Кінський острів) — річковий острів у Белграді (Сербія). Острів лежить при злитті річок Сава та Дунай, між південним берегом Великого ратного острова та правим берегом Дунаю.
Входить до складу Белграда і належить міській громаді Земун.
До Другої світової війни острів був значно ширший, ніж зараз. У 1948 році його земля була використана для заповнення піском болотистих територій, де пізніше збудували новий район міста Новий Белград.
Нині острів має довжину 300 метрів, ширину — 30 метрів. Він повністю вкритий рослинністю (в основному тополями) і недоступний для громадськості. Вкупі з Великим ратним островом є справжнім раєм для розмноження риби і місцем відпочинку перелітних птахів.
Охороняється законом.